# Сиђисмонди (Виченца)
Сиђисмонди је насеље у Италији у округу Виченца, региону Венето.
Према процени из 2011. у насељу је живело 29 становника. Насеље се налази на надморској висини од 657 м.